# آن هاثاواي
آن جاكلين هاثاواي (بالإنجليزية: Anne Hathaway)‏ (مواليد 12 نوفمبر 1982) هي ممثلة أمريكية. ظهرت لأول مرة عام 1999 في المسلسل التلفزيوني كن حقيقياً (Get Real)، لعبت دور الأميرة مِيا ثيرموبوليس في فيلم مذكرات أميرة (2001)، وجزءه الثاني مذكرات أميرة 2 : الخطوبة الملكية، في 2004، وقامت هاثاواي في 2005، بأدوار درامية في فيلمي هافوك وجبل بروكباك، وشاركت في عام 2006 في فيلمي الشيطان يرتدي برادا، مع الممثلة ميريل ستريب.
في عام 2008 نالت إشادة من النقاد على نطاق واسع لدورها في فيلم (ريتشل تتزوج)، والتي نالت عنه العديد من الجوائز، من بينها ترشيح لجائزة الأوسكار لأفضل ممثلة. في 2011 شاركت في أفلام حققت نجاحاً كبيراً في صناديق التذاكر مثل عيد الحب، وفيلم المخرج تيم برتون أليس في بلاد العجائب، وحب ومخدرات أخرى. كما لعبت دور سلينا كايل في فيلم المخرج كريستوفر نولان نهوض فارس الظلام، ودور فانتين في الفيلم الموسيقي البؤساء حيث حصلت على أوسكار أفضل ممثلة مساعدة.
في نوفمبر، 2008. بدأت هاثاواي مواعدة آدم شولمان. وتم إعلان خطوبتهما في نوفمبر 2011  وتزوجا في 29 سبتمبر 2012، في بيغ سور، كاليفورنيا. أدرجتها  مجلة بيبول  كواحدة من النجوم الخارقة لعام 2001،  وفي عام 2006، أدرجت في قائمة أجمل 50 شخص في العالم.

## بداياتها وتاريخها المهني
ولدت هاثاواي في بروكلين، نيويورك،  لجيرالد هاثاواي، محام، وكيت وماكولي، ممثلة وهي التي ألهمت هاثاواي على اتباع خطاها. انتقلت العائلة إلى ملبورن، نيو جيرسي، عندما كان عمرها ست سنوات. كان لها أخ أكبر، مايكل، وأخ أصغر، توماس. تنحدر آن من أصول أيرلندية وفرنسية، مع جذور ألمانية وأمريكية أصلية أبعد.
نشأت هاثاواي في عائلة كاثوليكية مع ما تعتبره «قيم قوية حقا»، وذكرت أنها أرادت أن تكون راهبة أثناء طفولتها. ولكنها تخلت عن هذه الفكرة في عمر الخامسة عشرة بعد أن علمت ان شقيقها، مايكل، كان مثلي الجنس.  على الرغم من نشأتها الكاثوليكية، صرحت آن بأنها لا يمكن أن تكون جزءا من الدين الذي لا يوافق على توجه أخيها الجنسي. كانت قد ذكرت أنها مسيحية غير طائفية لأنها لم «تجد الدين» لها.
في مرحلة الطفولة، أشتركت هاثاواي في برنامج مونتيسوري في بروكلين هايتس مدرسة مونتيسوري باعتبارها مرحلة ما قبل المدرسة، وكانت آنذاك قادرة على دخول الصف الأول في المدرسة الابتدائية في وايومنغ ملبورن، نيوجيرسي بينما كانت لا تزال من الناحية الفنية وروضة الأطفال. تخرجت هاثاواي من المدرسة العليا ميلبورن حيث شاركت في العديد من المسرحيات المدرسية؛ لها عالية الأداء المدرسي كما في ينيفرد بمجرد بناء على فراش حصل لها ورقة مطحنة المسرح النجم الصاعد ترشيح لجائزة أفضل أداء لممثلة في مدرسة ثانوية. خلال هذا الوقت، كان هاثاواي تشارك أيضا في مسرحيات مثل جين إير وجيجي في ولاية مسرح بيبر ميل بنيو جيرسي (الذي يقع في ميلبورن، عبر الشارع من مدرسة هاثاواي المتوسطة). وأمضت عدة فصول دراسة اللغة الإنجليزية كمادة أساسي ودراسات المرأة كمادة ثانوية في كلية فاسار في بوغكيبسي، نيويورك، قبل أن تنتقل إلى مدرسة جاليتون للدراسات الفردية التابعة لجامعة نيويورك وأشارت إلى أن التحاقها بالكلية بأنه واحدا من أفضل القرارات، لأنها تمتعت بكونها مع آخرين كانوا يحاولون «أان يكبروا.»  كانت هاثاواي عضوة في برنامج التمثيل بشركة مجموعة بارو للمسرح، وكان مراهقة تدخل البرنامج. هي ممثلة في مرحلة التدريب، وذكرت أنها تفضل أداء الأدوار على خشبة المسرح أكثر من السينما.
غنت هاثاواي السوبرانو، في عامي 1998م و1999م مع جميع ش في جوق شرف المدارس الثانوية في شرق الولايات المتحدة في قاعة كارنيجي وأدت مسرحيات في سيتون هول الإعدادية في غرب أورانج، نيوجيرسي. بعد ثلاثة أيام من أدائها في عام 1999م في قاعة كارنيجي، أدت دور في مسلسل شبكة فوكس التلفزيوني القصير جيت ريال ، في سن السادسة عشرة.

## الحياة الشخصية
تشارك هاثاواي مع مختلف الجمعيات الخيرية، بما في ذلك مؤسسلة التحالف الإبداعي، وتكثيف الشبكة النسائية، سانت يهوذا مستشفى بحوث الاطفال، وحملة حقوق الإنسان، ومسرح والمصاصة الشبكة، وهي المنظمة التي شاشات أفلام للأطفال في حالة حرجة. في عام 2008 م، تم تكريمها في ايل لمجلة «المرأة في هوليوود» إشادة، وكما تم تكريم لعملها مع وتكثيف شبكة المرأة وحقوق الإنسان الحملة.
في أوائل عام 2007 م، هاثاواي تحدثت عن تجربتها مع الإكتئاب لها خلال سنوات المراهقة، قائلة أنها في نهاية المطاف في التغلب على الفوضى من دون أدوية.
في خريف عام 2008 م ظهور على العرض المتأخر مع ديفيد ليترمان هاثاواي أشارت إلى أنها قد توقفت عن التدخين مرة أخرى. الممثلة، الذين كانوا قد بدؤوا التدخين «بشدة» أثناء تصوير  راشيل تتزوج  ، قد «استقال لفترة من الوقت»، ولكن مرة أخرى قد بدأت في أعقاب توتر لها الصيف ونهاية علاقتها مع رافايللو Follieri . أثنت الإقلاع عن التدخين لتبعه من هبوط في مستوى لها الإجهاد، وكما أعلنت عودتها إلى كونه نباتي.
اعتبارا من شهر نوفمبر 2008، هاثاواي يقال في علاقة مع الممثل آدم شولمان.
في ما يتعلق الفتنة الشخصية واللاحقة اهتمام وسائل الإعلام، هاثاواي يستخدم تعويذة الذي يقتبس أوسكار وايلد: «إن أقل يقال عن الحياة القروح كان ذلك أفضل.» 

### العلاقة مع رافايلو فوليري
في عام 2004 ، بدأت هاثاواي علاقة مع تاجر العقارات الإيطالي رافايلو فوليري  خلال علاقتهما، شاركت هاثاواي في تطوير مؤسسة فوليري الخيرية، وكانت بمثابة المانحة المالية، وكذلك عضوة في مجلس الإدارة حتى عام 2007 م. وهي جمعية خيرية مقرها مانهاتن تأسست في عام 2003 م تركز على برامج مثل توفير اللقاحات للأطفال في دول العالم الثالث، تم التحقيق مع المنظمة في مطلع يونيو 2008 م من قبل دائرة الإيرادات الداخلية، ردا على فشلها في تقديم أوراق الضرائب المطلوبة من المنظمات غير الربحية. وخوفا من أن هذه المسألة والمسائل القانونية الجارية الأخرى المتورط فيها فوليري سوف يكون لها تأثير ضار على عملها (وكذلك أسبابها الأخلاقية)، أنهت هاثاواي علاقتها مع فوليري في منتصف يونيو 2008م.
تم القبض على فوليري في يونيو 2008م بتهمة الاحتيال على المستثمرين والخروج بملايين الدولارات في خطة تتضمن شراء عقارات الكنيسة الكاثوليكية في الولايات المتحدة لإعادة بنائها. وقالت وثائق المحكمة أن هاثاواي كانت مستفيدة بدون قصد من هذا المال المسروق، والذي دفع جزء كبير منه لأسلوب حياة فوليري الفخم من الطائرة وحمى التسوق، والمطاعم الراقية. أفيد أن مكتب التحقيقات الإتحادي صادروا يوميات هاثاواي من شقة فوليري بمدينة نيويورك كجزء من التحقيقات الجارية حاليا عن أنشطة فوليري، ومع ذلك، لم تكن هاثاواي من المتورطين في ارتكاب أي مخالفات.
في عدد أكتوبر 2008م من مجلة مجلة  دبليو  ، تكلمت هاثاواي للمرة الأولى عن إنهاء علاقتها واعتقال فوليري لاحقا
و قالت بأنها «أمضت أسبوعا في صدمة» بعد اعتقال فوليري، والفضل في لطف الأصدقاء على قدرتها على الإستمرار في العمل خلال هذه الأوقات الصعبة.

## الأوسكار
ترشحت - أفضل ممثلة رئيسية عام 2009 عن فيلم Rachel Getting Married 

فازت - أفضل ممثلة رئيسية عام 2013 عن فيلم البؤساء

## الغولدن غلوب
ترشحت - أفضل ممثلة عام 2009 عن فيلم Rachel Getting Married 

ترشحت - أفضل ممثلة أستعراضية أو كوميدية عام 2011 عن فيلم Love and Other Drugs 

فازت - أفضل ممثلة عن دور ثانوى عام 2013 عن فيلم البؤساء.

## روابط إضافية
- آن هاثاواي على موقع IMDb (الإنجليزية)
- آن هاثاواي على موقع ميتاكريتيك (الإنجليزية)
- آن هاثاواي على موقع الموسوعة البريطانية (الإنجليزية)
- آن هاثاواي على موقع روتن توميتوز (الإنجليزية)
- آن هاثاواي على موقع مونزينجر (الألمانية)
- آن هاثاواي على موقع قاعدة بيانات الأفلام العربية
- آن هاثاواي على موقع ألو سيني (الفرنسية)
- آن هاثاواي على موقع ميوزك برينز (الإنجليزية)
- آن هاثاواي على موقع تيرنر كلاسيك موفيز (الإنجليزية)
- آن هاثاواي على موقع أول موفي (الإنجليزية)
- Anne Hathaway على بيبول
- آن هاثاواي على مشروع الدليل المفتوح
- Anne Hathaway Elle
- Anne Hathaway at إل - مجلة
- أخبار مُجمّعة وتعليقات عن آن هاثاواي في موقع صحيفة نيويورك تايمز.